# Vedran Bosnić
Vedran Bosnic född 4 juni 1976 i Sarajevo, Jugoslavien, är en bosnisk/kroatiskt före detta basketspelare som är coach för Mons-Hainaut i belgiska basketligan.
Vedran Bosnic hade en lång karriär som basketproffs i nio länder. Han har meriter från bland annat Euroleague med litauiska storklubben Lietuvos Rytas. Han har också hunnit med spel i bland annat Ungern, Polen, Portugal. Han kom till Sallén Basket (nuvarande Uppsala Basket) säsongen 2006/2007 där han spelade en säsong men fick av okänd anledning inget förlängd kontrakt med Uppsalaklubben och gick till Södertälje Kings där han spelade sin sista säsong.
Vedran Bosnic slutade den aktiva karriären efter säsongen 2007/2008 och blev assisterande coach till Torbjörn Gehrke i Södertälje Kings. Efter två säsonger som assisterande coach fick han ansvaret som Kings coach säsongen 2010/2011, med Ludwig Degernäs som assisterande coach. Redan under sin första säsong som coach lyfte han Södertälje Kings och blev utsedd till "Årets coach" i den svenska basketligan.  
Den 188 cm långa före detta pointguarden har både ett bosniskt och ett kroatiskt pass.Han hade redan innan han flyttade till Sverige delar av sin familj där, vilket var en av anledningarna att han 2006 tackade nej till kontraktsförslag från bland annat franska ProA-klubbar och istället välde spel i Sverige.

## Klubbar
- Sloboda-Dita (Bosnien)
- Grude (Bosnien)
- Dugadjini (Kosovo)
- Astoria Bydgoszcz (Polen)
- Baskimi (Kosovo)
- Belenenses (Portugal)
- Vogosca (Bosnien)
- MAFC (Ungern)
- Bosna (Bosnien)
- Lietuvos Rytas (Litauen)
- Soprah Asok (Ungern)
- Toruh (Polen)
- Sibenik (Kroatien)
- Sallén Basket (Sverige)
- Södertälje Kings (Sverige)